# Iurii Krakovetskii
Iurii Olegovich Krakovetskii (Biskek, 27 de agosto de 1992) es un deportista kirguís que compite en judo. Ganó cinco medallas en el Campeonato Asiático de Judo entre los años 2013 y 2019.

## Palmarés internacional
| Campeonato Asiático | Campeonato Asiático  | Campeonato Asiático | Campeonato Asiático |
| Año                 | Lugar                | Medalla             | Categoría           |
| ------------------- | -------------------- | ------------------- | ------------------- |
| 2013                | Bangkok (Tailandia)  | Medalla de plata    | +100 kg             |
| 2015                | Kuwait (Kuwait)      | Medalla de plata    | +100 kg             |
| 2016                | Taskent (Uzbekistán) | Medalla de bronce   | +100 kg             |
| 2017                | Hong Kong (China)    | Medalla de bronce   | +100 kg             |
| 2019                | Fujairah (EAU)       | Medalla de bronce   | +100 kg             |